# Charles Thévenin
Pour les articles homonymes, voir Thévenin.
Charles Thévenin, né le 12 juillet 1764 à Paris et mort le 21 février 1838 dans la même ville, est un peintre néo-classique français, connu pour ses scènes héroïques des périodes révolutionnaire et impériale.

## Biographie
Fils d’un architecte de la cour, il étudie la peinture à l’Académie royale de peinture et de sculpture auprès de François-André Vincent. Second prix de Rome pour Joseph reconnu par ses frères en 1789, il partage le premier prix en 1791 pour Régulus retourne à Carthage. Il reçoit alors ses premières commandes et produit en 1790 la première version de La Prise de la Bastille, qui suscite de nombreux commentaires. Il reçoit un second prix au concours de l’an II pour Le 12 juillet 1789.
Après avoir délaissé un temps la peinture historique pour des sujets décoratifs, il produit en 1798 Augereau au pont d'Arcole, qui inaugure une série de toiles à la gloire de l’Empire. Il part alors pour l’Italie où il séjourne à la villa Médicis et fréquente Dominique Ingres. Il est directeur de l'Académie de France à Rome de 1816 à 1823. De retour à Paris, il est élu membre de l’Académie des beaux-arts en 1825, puis il est nommé conservateur du Cabinet des estampes de la Bibliothèque nationale.

## Collections publiques
- Musée des Beaux-Arts d'Angers : Joseph reconnu par ses frères (1789)
- Paris, Assemblée nationale : Œdipe et Antigone (vers 1795-96)
- Paris, Bibliothèque nationale de France : La Prise de la Bastille (1790), eau-forte
- Paris, musée Carnavalet :
  - Un vainqueur de la Bastille (1789)
  - La Vengeance du peuple après la prise de la Bastille ou Assassinat du Marquis de Pelleport (1789-90)[1]
  - Le Marquis de Launay, gouverneur de la Bastille, capturé par les assaillants le 14 juillet 1789 (1789-93)
  - La Fête de la Fédération, le 14 juillet 1790, au Champ-de-Mars (1792)
- Paris, École nationale supérieure des beaux-arts : Régulus retourne à Carthage (1791)
- Montpellier Musée Fabre:
  - La mort de Tatius, essai pour le grand Prix de Rome 1788, acquisition 2024
- Toulouse Cathédrale Saint-Étienne
  - La lapidation de saint Étienne 1829[2]
- Versailles, musée de l'Histoire de France :
  - Augereau au pont d’Arcole, 15 novembre 1796 (1798)
  - Attaque et prise de Ratisbonne. 21 avril 1809 (1810), huile sur toile[3]

## Collections privées
- Boissy-Saint-Léger, Château de Grosbois : La bataille d'Iéna, huile sur toile, après 1806.

## Galerie

Œuvres de Charles Thévenin
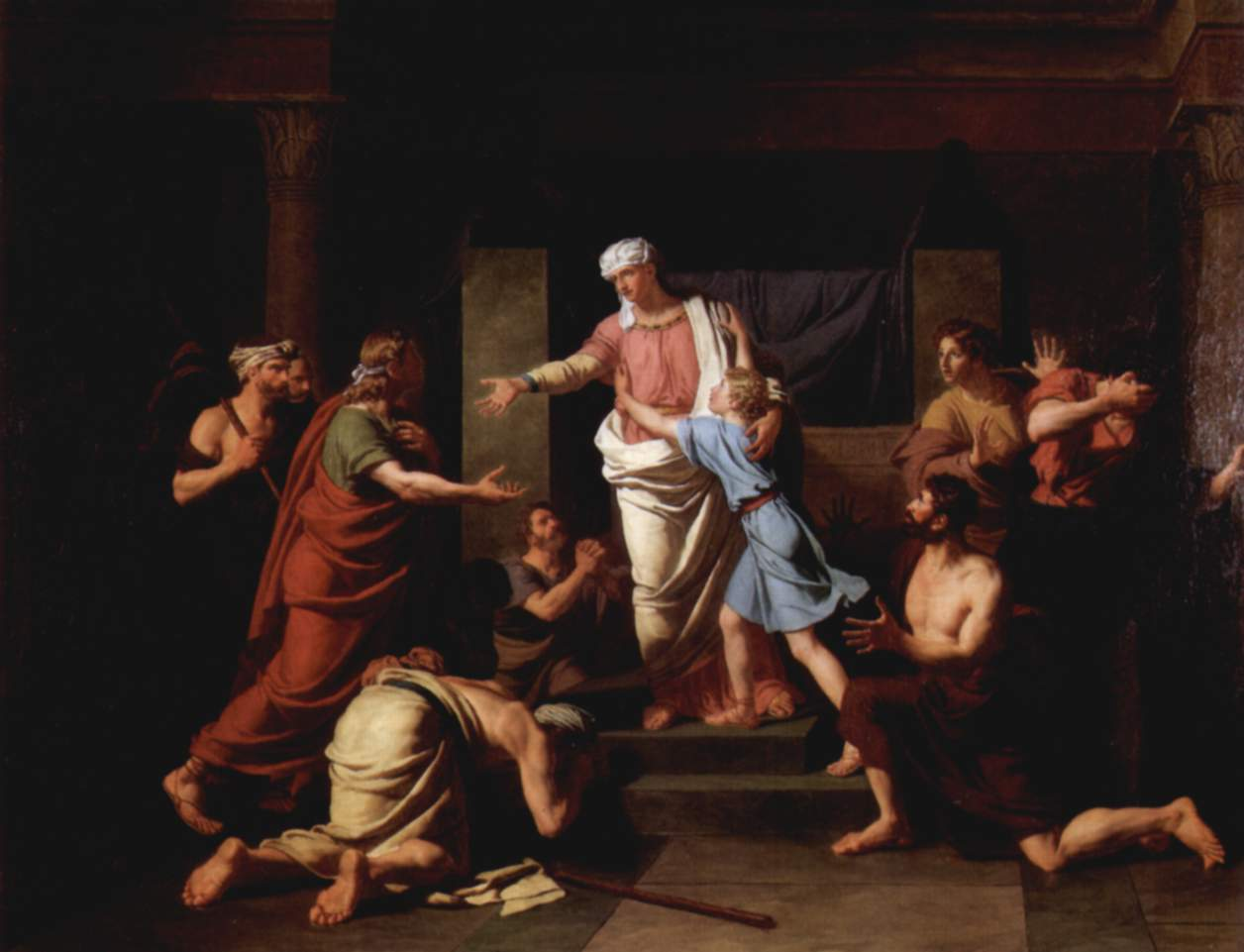
Joseph reconnu par ses frères (1789), musée des Beaux-Arts d'Angers.
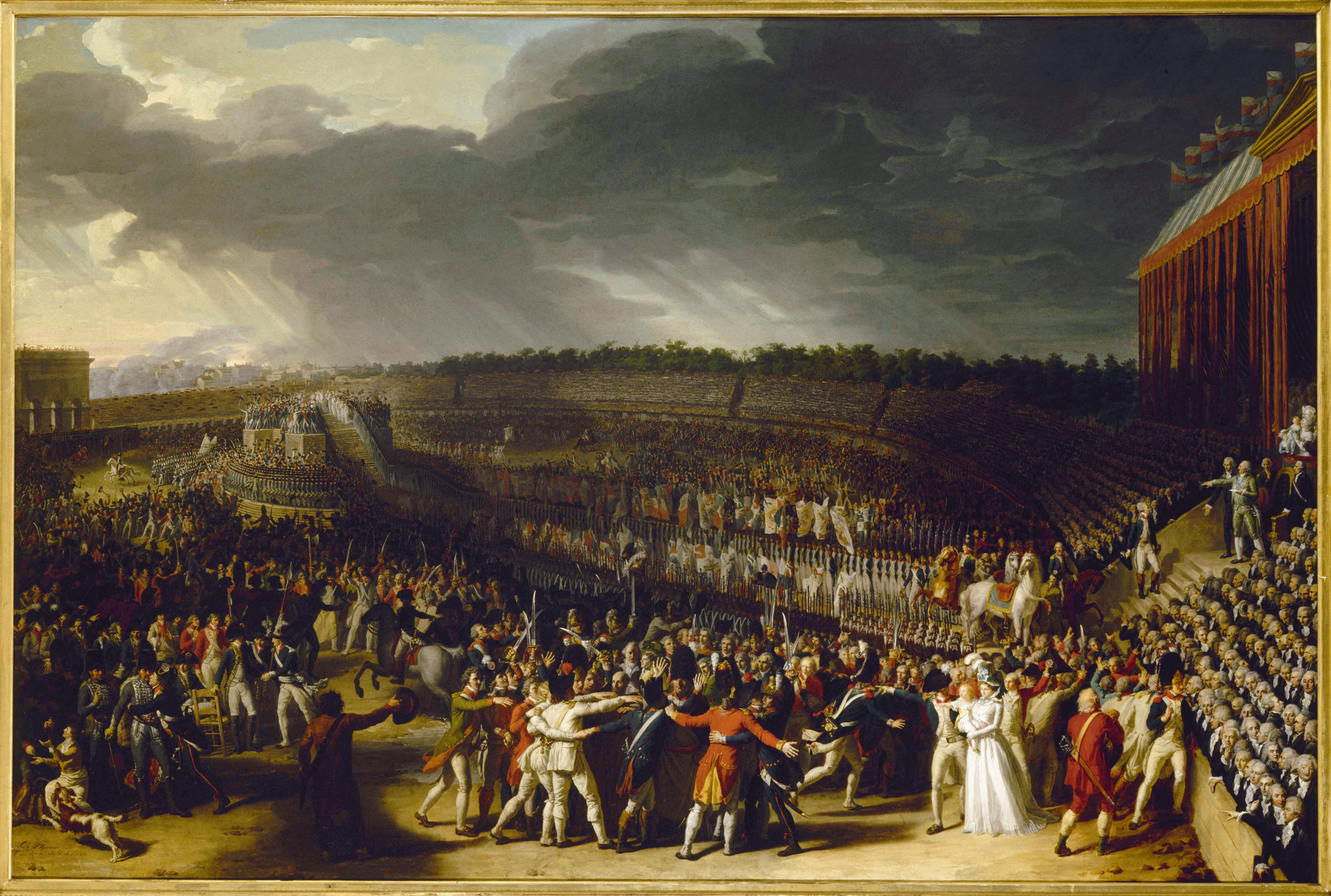
La Fête de la Fédération, le 14 juillet 1790, au Champ-de-Mars (1792), Paris, musée Carnavalet.
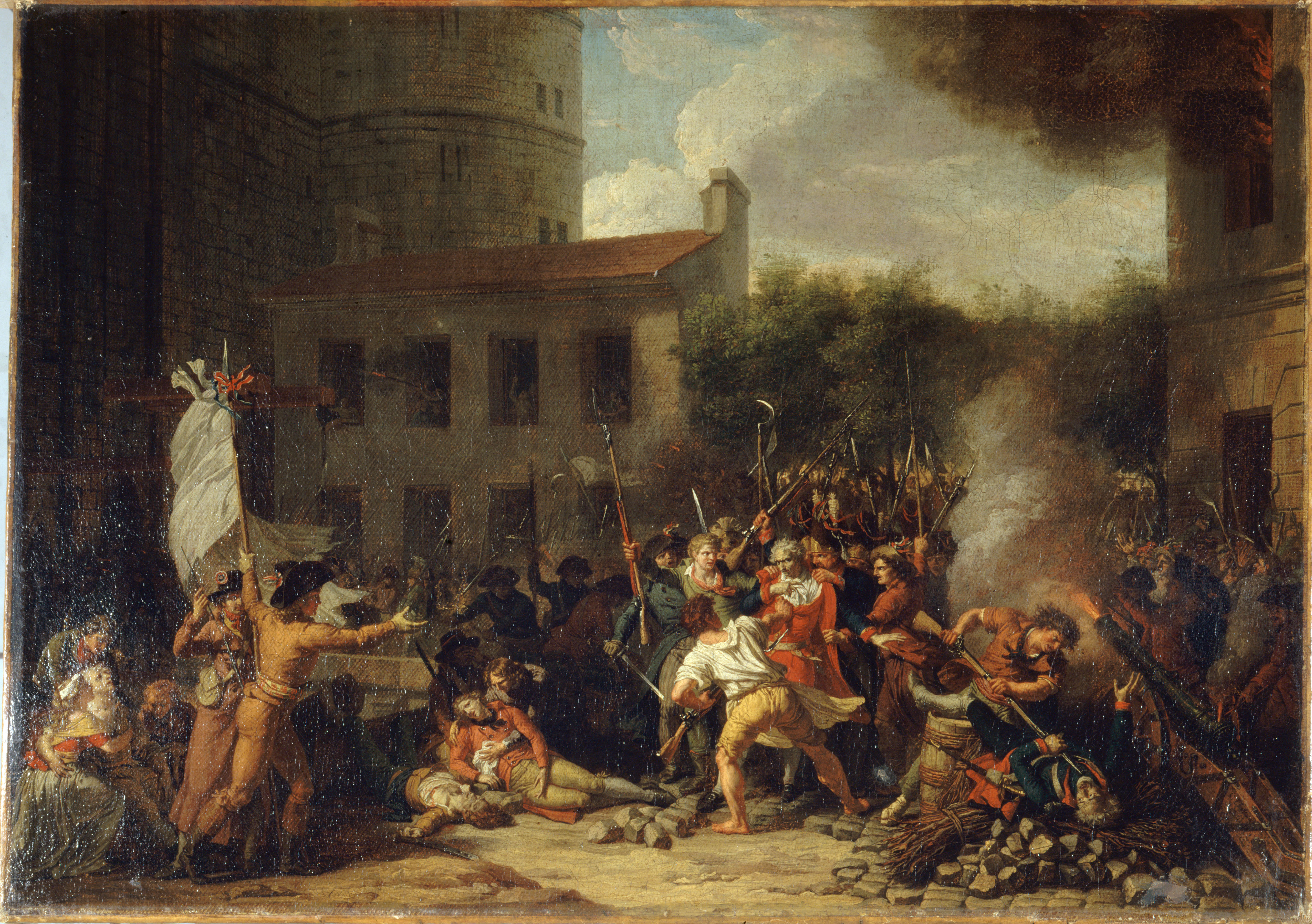
La Prise de la Bastille (1793), Paris, musée Carnavalet.
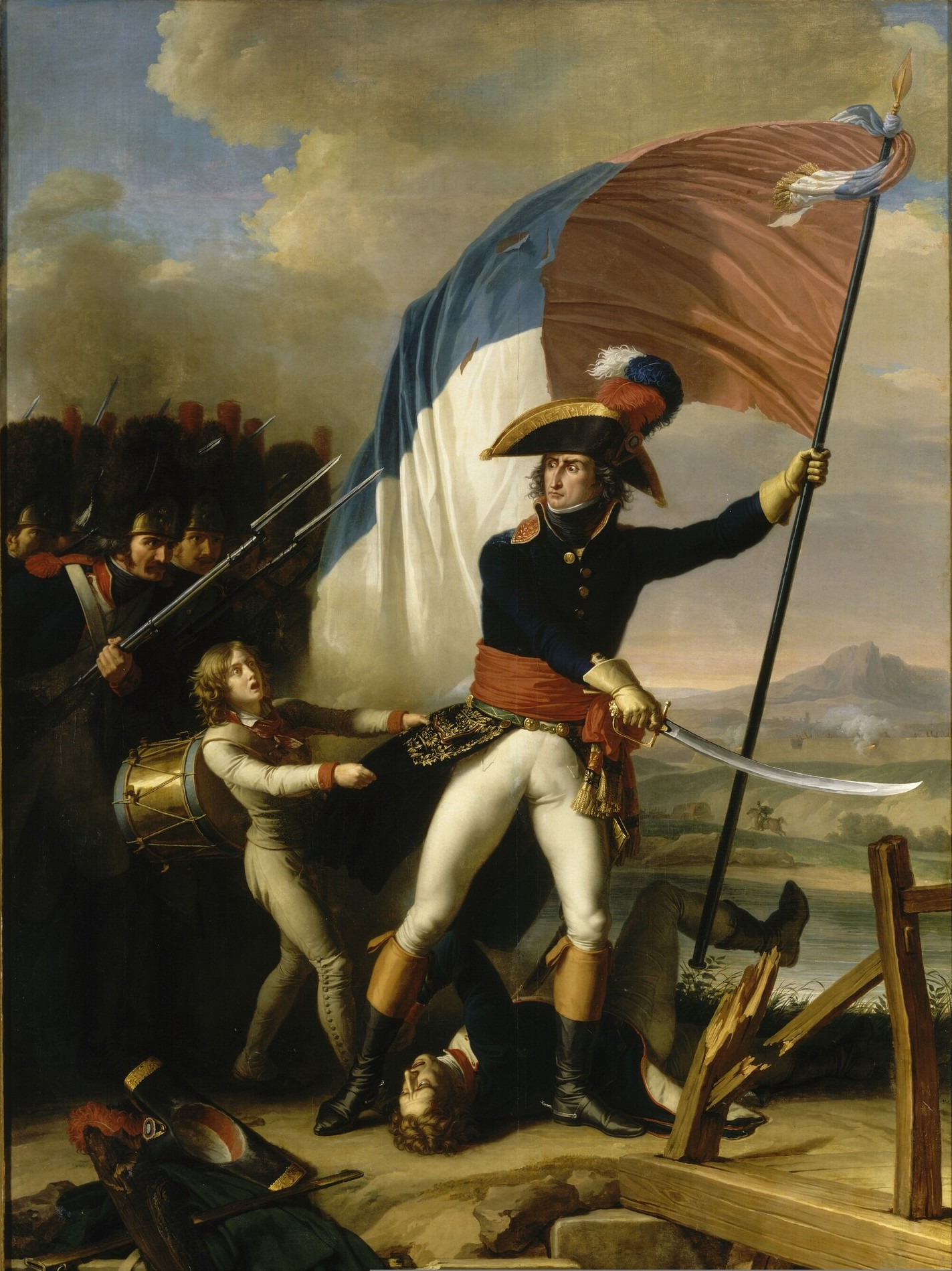
Augereau au pont d’Arcole, 15 novembre 1796 (1798), Versailles, musée de l'Histoire de France.
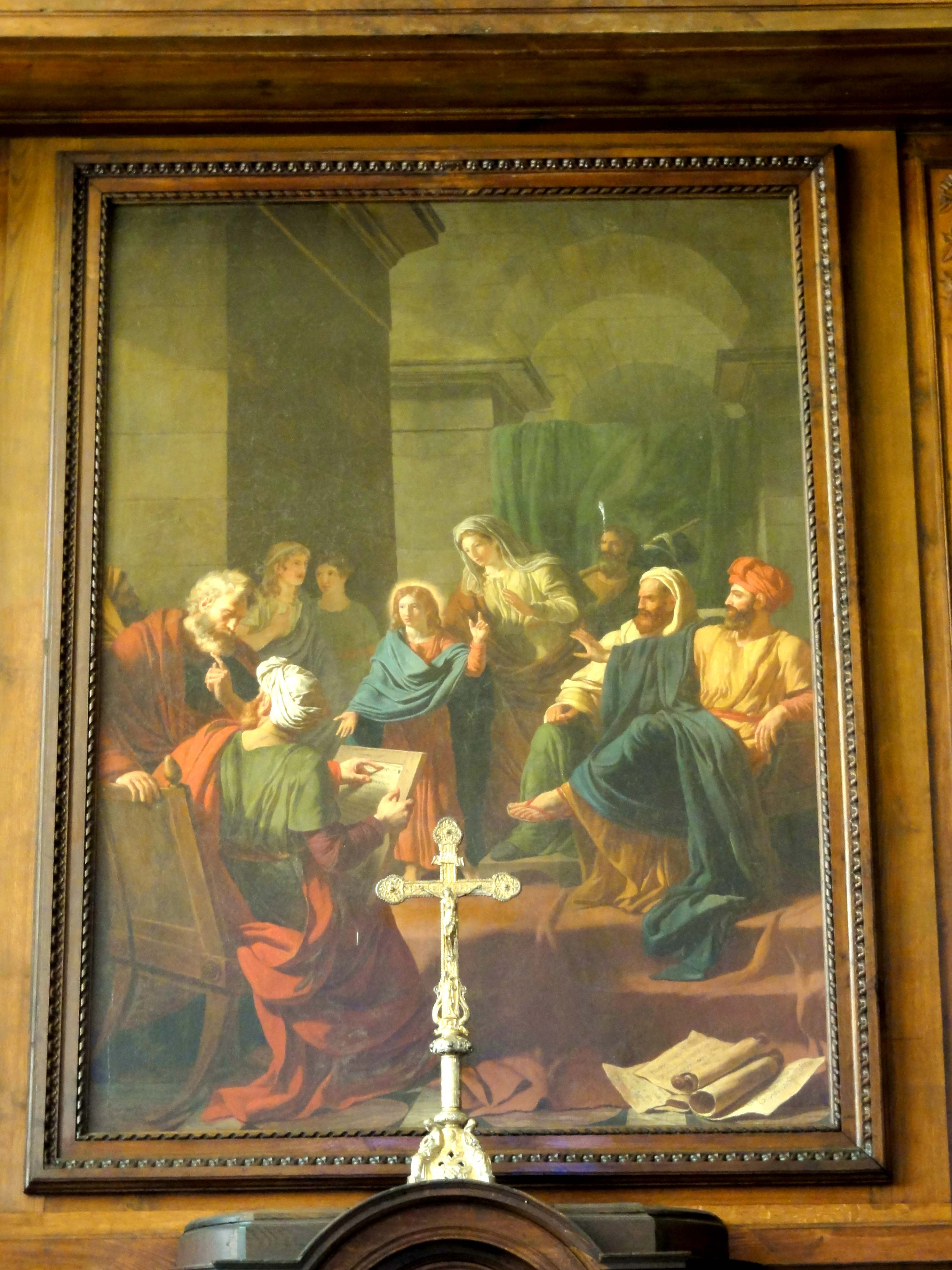
Provins, église St Ayoul, Jésus et les docteurs de la Loi
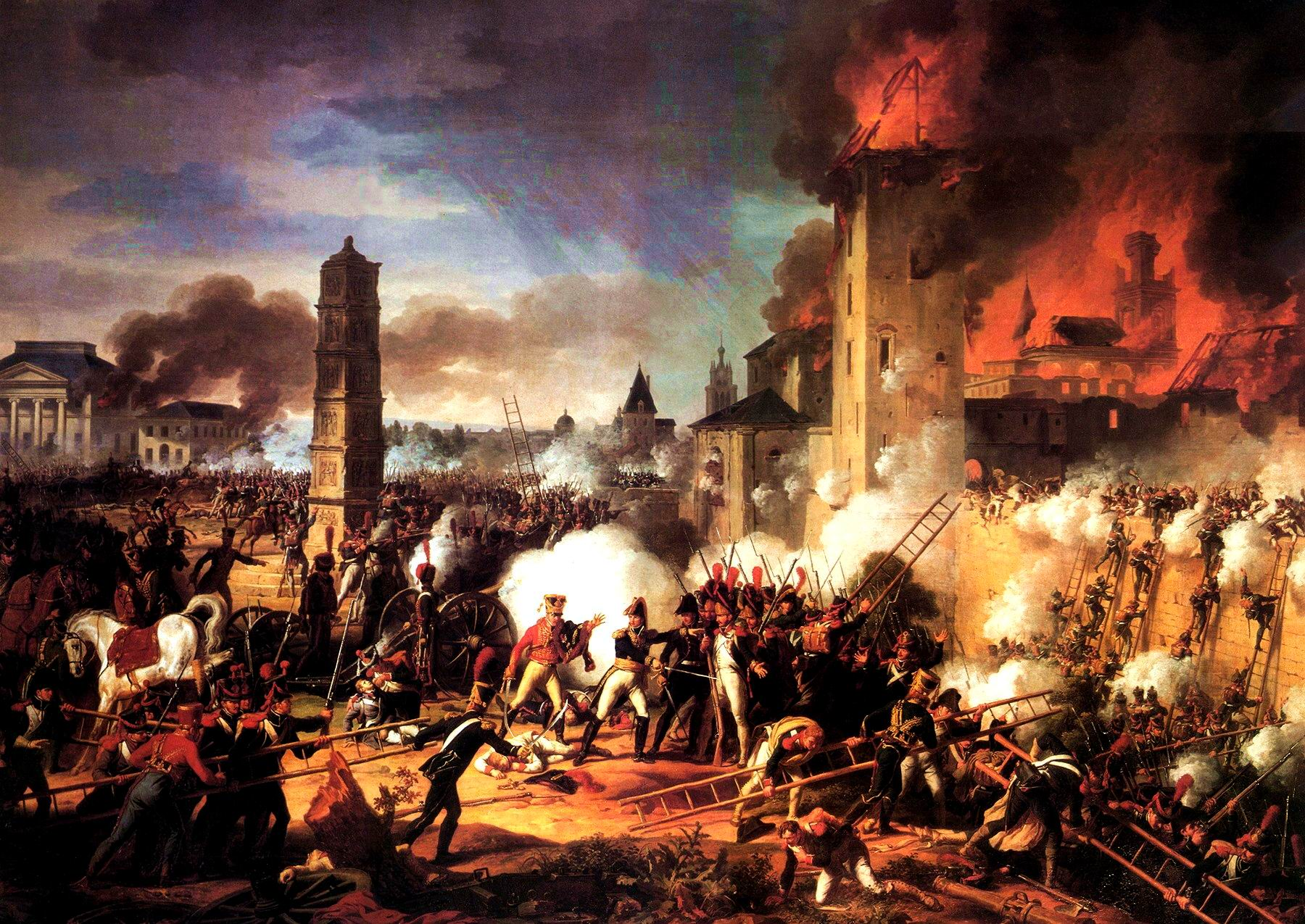
Attaque et prise de Ratisbonne. 21 avril 1809 (1810), Versailles, musée de l'Histoire de France.
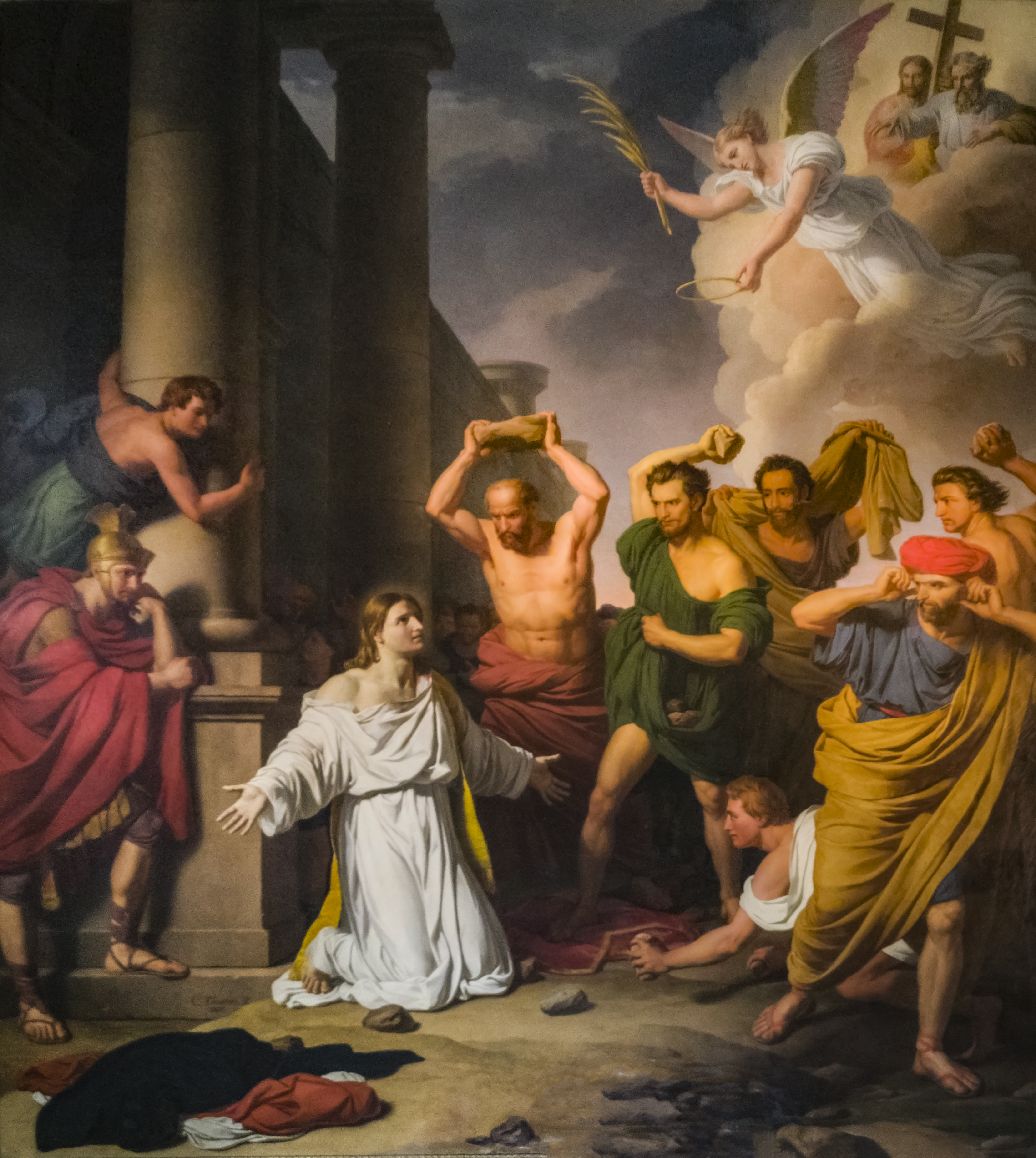
La lapidation de saint Etienne 1829 Cathédrale Saint-Étienne de Toulouse